# 橫山昌義
橫山昌義（日语：／ Yokoyama Masayoshi，1976年6月30日—），日本遊戲開發者，電玩遊戲劇本編劇。隸屬世嘉公司，目前是世嘉執行董事以及遊戲內容&服務事業本部第1事業部長兼人中之龍工作室代表。出身神奈川縣 。

## 略歴
1999年從東海大學畢業後，進入世嘉。入社前玩過的世嘉遊戲是《SEGA創造球會》。入社後，很快被分發到《Jet Set Radio》小組擔任企劃。之後伴隨世嘉將旗下的遊戲部門子公司化，加入Smilebit（原世嘉CS1和R&D 6部門），並擔任《 Jet Set Radio Future》的首席企劃，街機遊戲《Ollie King》的導演。2004年隨著子公司回歸母公司世嘉後，加入由名越稔洋主導的世嘉NE R&D（2008年改組為現今的世嘉CS1 R&D），並開始負責《人中之龍》系列的劇本，編劇，音樂監督，CG場景導演，制作進行等各種工作。2011年成為人中之龍工作室創始成員之一。2012年《人中之龍5 實現夢想者》以後的系列，則擔任製作人，首席製作人。
2015年4月，伴隨世嘉集團的重新編製，就任世嘉Games consumer・online company第一CS開發部副部長兼製作人。
2021年10月，作為離開世嘉的名越稔洋的後繼者，由他擔任人中之龍工作室的代表。
2022年4月，就任世嘉執行董事以及遊戲內容&服務事業本部第1事業部長。

## 參與作品
2000年
- Jet Set Radio（DC）：企劃

2001年
- De La Jet Set Radio（DC）：上級企劃

2002年
- Jet Set Radio Future（Xbox）：首席企劃

2004年
- OLLIE KING（街機）：導演

2005年
- 人中之龍（PS2）：劇本・導演

2006年
- 人中之龍2（PS2）：編劇，劇本/導演

2008年
- 人中之龍 登場！（PS3）：原案，編劇/導演

2009年
- 人中之龍3（PS3）：編劇，音響/導演

2010年
- 人中之龍4 傳說的繼承者（PS3）：編劇/導演

2012年
- 人中之龍5 夢 實踐者（PS3）：製作人，編劇/導演

2014年
- 人中之龍 維新！（PS3，PS4）：製作人，編劇・導演/構成

2015年
- 人中之龍0 誓言的場所（PS3，PS4）：首席製作人，編劇・導演/構成

2016年
- 人中之龍 極（PS3，PS4）：首席製作人，編劇・導演/構成
- 人中之龍6 生命詩篇。（PS4）：首席製作人，編劇・導演/系列構成

2017年
- 人中之龍 極2（PS4）：首席製作人，編劇・導演/系列構成

2018年
- 人中北斗（PS4）：首席製作人，劇本・導演
- 人中之龍 ONLINE（iOS，Android，Microsoft Windows）：首席製作人

2020年
- 人中之龍7 光與闇的去向（PS4）：首席製作人，編劇・導演/系列構成

2024
- 人中之龍8：製作總指揮，編劇

## 備註
- 父親在百貨公司的玩具販售處擔任經理。本來希望成為廣告代理商的企劃人員，但因為當時就職冰河期，讓他因此參加120家公司的任用考試，特別是只要有企畫的名稱不問職種都會參加。在世嘉的任用考試中，還詢問說「可以打麻將嗎」[6]。
- 關於人中之龍系列，原本預計要參加其他的計畫，但因為綜合監督名越稔洋對他說「你呀，看起來像是『龍』一樣」，於是推薦他而因此該系列產生聯繫[6][10]。第1作開始負責劇本，人物相関圖是他從早上10時到下午3時花了5小時製作出來。第1作的宣傳詞「傳說之男與100億少女」就是橫山的創作，但在詢問創作「傳說之男與100億少女」的理由時，讓他因此陷入苦思[6]。『人中之龍 登場!』中有收錄其聲音，他還擔任動作擷取現場導演[11]。
- 在「人中之龍.com」發布的第一集「神室町廣播站」中擔任客串來賓[12]，接著第2次繼續擔任客串來賓，第3次以後開始成為正式成員。曾披露自己的風俗體驗經驗，並展開了不像是遊戲開發者的對談。與廣播中擔任主持並負責桐生一馬配音的黑田崇矢，負責扮演真島吾朗配音的宇垣秀成一起參加在2008年「東京電玩展」的世嘉活動節目裡的公開廣播 [13]。

## 外部連結
- 橫山昌義的X（前Twitter）